# كونكورد (ألاباما)
كونكورد (بالإنجليزية: Concord)‏ هي مدينة أمريكية تقع في ولاية ألاباما.تبلغ مساحة هذه المدينة 8.7 (كم²)،ويبلغ عدد سكانها 1806 نسمة حسب إحصاء سنة 2010 م.تشير الإحصاءات بأن الكثافة السكانية في هذه المدينة تقدر بـ(207.9) نسمة/كم2.